# 宋官屯街道
宋官屯街道，是中华人民共和国山東省德州市德城区下辖的一个乡镇级行政单位。

## 行政区划
宋官屯街道下辖以下地区：
宋官屯社区、刘集社区、付庄社区、十二里庄社区、曹村社区、王庄社区、张官屯社区和新城社区。